# 루카스 소자
루카스 비에이라 지 소자(포르투갈어: Lucas Vieira de Souza , 1990년 7월 4일, 브라질 산투안드레 ~ )는 최근 사우디아라비아 1부 리그의 클럽 알파이살리에서 수비수로 뛰는 브라질의 축구 선수다.